# Triaenodes hirsutus
Triaenodes hirsutus är en nattsländeart som beskrevs av Jacquemart 1966. Triaenodes hirsutus ingår i släktet Triaenodes och familjen långhornssländor. Inga underarter finns listade i Catalogue of Life.